# Piper truncatum
Piper truncatum é uma espécie de planta do gênero Piper e da família Piperaceae.

## Taxonomia
A espécie foi descrita em 1829 por José Mariano da Conceição Vellozo.
Os seguintes sinônimos já foram catalogados:
- Artanthe pothifolia  (Kunth) Miq.
- Piper langsdorffianum  C.DC.
- Piper pothifolium  Kunth

## Forma de vida
É uma espécie terrícola e arbustiva.

## Uso por humanos
O óleo essencial de P. truncatum é objeto de pesquisas, e contém eudesmina é pesquisado para tratamento de hipertensão arterial.

## Conservação
A espécie faz parte da Lista Vermelha das espécies ameaçadas do estado do Espírito Santo, no sudeste do Brasil. A lista foi publicada em 13 de junho de 2005 por intermédio do decreto estadual nº 1.499-R.

## Distribuição
A espécie é endêmica do Brasil e encontrada nos estados brasileiros de Espírito Santo, Minas Gerais, Rio de Janeiro e São Paulo.
A espécie é encontrada no domínio fitogeográfico de Mata Atlântica, em regiões com vegetação de floresta ombrófila pluvial.